# عمدة مدينة يورك
عمدة مدينة يورك هو رئيس مجلس مدينة يورك، والمواطن الأول والرئيس المدني ليورك، ويتم تعيين العمدة في شهر مايو سنويًا بواسطة المجلس. رئيس بلدية يورك هو في المرتبة الثانية بعد اللورد عمدة لندن التي يأتي في المرتبة الأولى.
.